# (73561) 2803 P-L
2803 بي- أل (ويعرف أيضًا باسم (73561) 2803 بي- أل وفق تسمية الكوكب الصغير) (بالإنجليزية: 2803 P-L)‏ هو كويكب ضمن حزام الكويكبات؛ وترتيبه 73561 من حيث الاكتشاف.
اكتُشف هذا الجُرم الفلكي بواسطة إنغريد فان هوتين-جرونفيلد في 24 سبتمبر 1960.

## وصلات خارجية
- (73561) 2803 P-L في قاعدة بيانات مختبر الدفع النفاث لأجرام النظام الشمسي الصغيرة

- الاكتشاف · مخطط المدار ·  العناصر المدارية · المعلمات المادية

- (73561) 2803 P-L على موقع ويكي سكاي: DSS2, SDSS, GALEX, IRAS, Hydrogen α, X-Ray, Astrophoto, Sky Map, Articles and images